# Tomáš Pekhart
Tomáš Pekhart (Sušice, 26 mei 1989) is een Tsjechisch voetballer die sinds 2014 onder contract staat bij de Duitse voetbalclub FC Ingolstadt 04. AEK Athene kocht Pekhart begin 2016.

## Interlandcarrière
Pekhart nam met Tsjechië deel aan het EK voetbal 2012 in Polen en Oekraïne, waar de ploeg van bondscoach Michal Bílek in de kwartfinales werd uitgeschakeld door Portugal dankzij een rake kopbal van Cristiano Ronaldo.

## Erelijst
Ingolstadt
- 2. Bundesliga

2014/15